# Karjala Cup 2014
Der Karjala Cup 2014 war seit 1996 die 19. Austragung des in Finnland stattfindenden Eishockeyturniers. Es ist Teil der Euro Hockey Tour, bei welcher sich die Nationalmannschaften Finnlands, Schwedens, Russlands und Tschechiens messen. Die Spiele wurden vom 6. bis 9. November 2014 am Hauptspielort Helsinki und im schwedischen Leksand ausgetragen.

## Spiele
| 6. November 2014 19:00 Uhr | Schweden Patrik Hersley (01:35) Andreas Engqvist (12:21) David Ullström (36:09) Tom Wandell (45:04) | 5:4 n. PS (2:0, 1:3, 1:1, 0:0, 1:0) Spielbericht | Russland Dmitri Kugryschew (30:50) Denis Kokarew (31:41) Alexander Radulow (34:03) Anton Slepyschew (45:57) | Tegera Arena, Leksand Zuschauer: 6.634 |

| 6. November 2013 18:30 Uhr | Finnland Jarkko Immonen (16:15) Olli Palola (31:27) | 2:1 (2:0, 1:3, 1:1, 0:0, 1:0) Spielbericht | Tschechien Radek Smoleňák (24:24) | Hartwall Arena, Helsinki Zuschauer: 7.026 |

| 8. November 2013 12:00 Uhr | Tschechien Tomáš Filippi (22:20) Petr Zámorský (34:52) Radek Smoleňák (39:23) | 3:4 n. PS (0:0, 3:3, 0:0, 0:0, 0:1) Spielbericht | Schweden Jimmie Ericsson (21:17, 21:39) André Petersson (39:46, PS) | Hartwall Arena, Helsinki Zuschauer: 2.994 |

| 8. November 2013 16:00 Uhr | Russland Artemi Panarin (10:45) Denis Kokarew (20:30) | 2:6 (1:1, 1:4, 0:1) Spielbericht | Finnland Jarkko Immonen (19:36) Janne Pesonen (23:05) Esa Lindell (28:55) Kristian Näkyvä (30:03) Oskar Osala (31:10) Teemu Hartikainen (51:54) | Hartwall Arena, Helsinki Zuschauer: 11.781 |

| 9. November 2013 12:00 Uhr | Russland Artemi Panarin (00:54) Jegor Awerin (09:41) Artemi Panarin (17:12) Alexander Radulow (54:57) | 4:2 (3:0, 0:0, 1:2) Spielbericht | Tschechien Ondřej Roman (43:11) Petr Holík (57:50) | Hartwall Arena, Helsinki Zuschauer: 3.729 |

| 9. November 2013 14:00 Uhr | Finnland | 0:3 (0:1, 0:2, 0:0) Spielbericht | Schweden Linus Klasen (17:58) Dick Axelsson (23:08) Patrik Hersley (28:09) | Hartwall Arena, Helsinki Zuschauer: 11.563 |

## Tabelle
| Pl. |            | Sp | S | OTS | OTN | N | Tore  | Punkte |
|     | Schweden   | 3  | 1 | 2   | 0   | 0 | 12:07 | 7      |
|     | Finnland   | 3  | 2 | 0   | 0   | 1 | 08:06 | 6      |
|     | Russland   | 3  | 1 | 0   | 1   | 1 | 10:13 | 4      |
| 4.  | Tschechien | 3  | 0 | 0   | 1   | 2 | 06:10 | 1      |

## Auszeichnungen
Beste Spieler
Es wurden der beste Torhüter, Stürmer und Verteidiger gewählt.
| Angriff:      | Linus Klasen    |
| Verteidigung: | Atte Ohtamaa    |
| Tor:          | Henrik Karlsson |